# 보령 김씨
보령 김씨(保寧金氏)는 충청남도 보령시를 본관으로 하는 한국의 성씨이다.

## 역사
시조 김극성(金克成)은 1498년(연산 4) 별시 문과에 급제하여 전적(典籍)을 거쳐, 1506년 중종반정에 가담하여 분의정국공신(奮義靖國功臣)에 녹훈되고 광성부원군(光城府院君)에 책봉되었다.
이후 예조판서(禮曹判書), 찬성(贊成)등으로 있다가 권신 김안로(金安老)의 미움을 받아 그 일파의 모함으로 정광필(鄭光弼)과 함께 흥덕(興德)에 유배되었다가, 1537년(중종 32년) 김안로가 사약을 받고 죽게되자 우의정右議政)에 다시 기용되었다. 충정(忠貞)의 시호를 하사 받았다.
후손 김억적(億籍)은 조선 숙종 때 병조정랑(兵曹正郞)을 역임하고 보령(保寧)에 세거하였다.
일운(一云) 조선 숙종 때 병조정랑(兵曹正郞) 김억적(億籍)을 시조로 하고, 보령(保寧)을 관향(貫鄕)으로 하여 세계(世系)를 이어오는 후손들도 있다.

## 분적
- 오천 김씨(鰲川 金氏)로 분적하였다.